# Cansa
La société CANSA S.p.A. était, à l'origine, une entreprise aéronautique italienne, créée en 1913 sous la dénomination A.V.I.S.. En 1936, elle est rachetée par le groupe FIAT. En 1946, à la fin de la Seconde Guerre mondiale, elle a été contrainte de se convertir dans les carrosseries d'autobus et autocars. En 1972, après son intégration dans la division FIAT Bus, elle est renommée Carrozzeria Fiat Cameri.

## Historique
En 1908,  le Dr Antonio Francesco Borrini, conseiller municipal, fait construire un petit aérodrome sur la lande de Cameri, une petite commune toute proche de Novare, à l'ouest de Milan, dans le Piémont. Il invite les frères Novaresi Gemma à venir y essayer le fruit de leur invention, l'Aerocurvo. Les deux frères n'acceptent pas cette invitation ce qui fait le bonheur de l'ingénieur Giovi Thouvenot, représentant en Italie du constructeur français Gabriel Voisin, cofondateur avec l'ingénieur Gino Galli de la compagnie A.V.I.S. SpA (Atelier Voisin Italie Septentrionale).
Vers la fin octobre 1909, Giovi Thouvenot s'installe sur un terrain près de l'aérodrome où sont construits les premiers bâtiments de ce qui deviendra, plus tard, l'aéroport de Cameri. Les cours de pilotage commencent le 26 janvier et, le 28 février 1910, le premier vol au-dessus de Cameri est effectué par le pionnier italien de l'aviation Umberto Cagno.
Giuseppe Gabardini arrive à Cameri en 1913. Il rachète la société A.V.I.S. et obtient un permis de construire pour un bâtiment à usage d'atelier sur l'aérodrome. C'est ainsi qu'est née la société Aeroplani Gabardini Officine e Scuola di Volo Aerodromo di Cameri. Il décède en février 1936, dans un accident de voiture sur l'autoroute Turin-Milan.
Giuseppe Garbarini était un personnage brillant, doué d'une grande initiative, attiré par le progrès technique et scientifique. Sa première expérience aéronautique fut, en 1909, la création d'un hydravion et d'un monoplan en 1912, baptisé Gabardini ou plus communément Gabarda, un avion école équipé d'un moteur rotatif Gnome 7 cylindres développant 50 chevaux.
Pendant la Première Guerre mondiale, les ateliers de la société Garbarini sont réquisitionnés comme atelier pour la réparation d'avions endommagés. Le 26 octobre 1915, le pilote Alvaro Leonardi (it) (Terni 16/11/1895 - Cameri 1/1/1955), officier et aviateur italien, décoré de la Médaille d'argent de la vaillance militaire, as de l'aviation de chasse, et crédité de 8 victoires durant la guerre 1915-18, a eu l'honneur d'avoir comme passager le scientifique italien Guglielmo Marconi qui expérimentait les transmissions Air-Sol-Air à Cameri.
À partir de 1929, las activités de l'école de l'air s'arrêtent et celles des ateliers de construction aéronautiques déclinent jusqu'à leur fermeture en 1932. Durant cette période, l'aéroport est transformé en camp de fortune alors que, de l'autre côté de l'aéroport, un nouvel aéro-club propose des activités sportives et des formations pour les pilotes titulaires d'un permis civil 1er degré.
En 1936, une nouvelle société est créée, CANSA - Costruzioni Aeronautiche Novaresi Societa' Anonima, dont l'objet est la construction et la révision d'avions. L'Ing. Ugo Granieri est désigné directeur et recrute l'Ing. Giacomo Mosso, concepteur chez Aeritalia, comme directeur technique. La société CANSA a produit plusieurs appareils, des chasseurs mono et bimoteurs qui ont été très utiles aux forces aériennes italiennes durant la Seconde Guerre mondiale mais a aussi porté un grand intérêt à la formation au pilotage, en fabricant plusieurs modèles capables de satisfaire tous les besoins jusqu'à la licence militaire. Au milieu de l'année 1943, CANSA comptait 2 000 salariés à Cameri et 1 000 employés dans des bureaux décentralisés. 
À la fin de la Seconde Guerre mondiale, le Traité de Paris entre l'Italie et les puissances alliées de 1947 sanctionne durement la défaite de l'Italie, militairement mais aussi industriellement. Il lui est interdit notamment de produire du matériel et des avions militaires ainsi que des camions lourds en version 6 × 4. La société CANSA voit son activité de construction aéronautique bloquée. Pour résister à la vague de licenciements et éviter de sombrer, la direction a tout essayé, même de produire des scooters Ducati Cucciolo, des vélos Learco Guerra, des radiateurs électriques, des meubles de cuisine et même des ouvre-boîtes...
En 1946, la société est rachetée par le groupe FIAT qui transforme son outil de production pour fabriquer des carrosseries pour autocars et autobus. La raison sociale est transformée en CaNSA - Carrozzerie Novaresi Società Anonima - Carrosseries de Novare Société Anonyme. Elle devient le centre officiel des carrosseries des autobus et autocars du constructeur italien FIAT Bus. Son siège social, comme l'usine, sont mantenus à Cameri, dans la province de Novare, au Piémont. 
En 1972, avec le lancement de l'autocar Fiat 343, CaNSA perd son statut de filiale indépendante et est intégrée dans la division FIAT Bus. L'appellation commerciale devient alors Carrozzeria Fiat Cameri.
Les carrosseries originelles de FIAT Bus ont été fabriquées dans l'usine CaNSA de Cameri jusqu'à la mise en service, en 1978, de la grande usine IVECO Bus de Valle Ufita, sur la commune de Flumeri, qui assurait l'intégration totale de toute la fabrication des autobus et autocars de la gamme. La référence est devenue « Carrozzeria Fiat », mention qui a disparu à partir du modèle IVECO 370S en 1988.

## Les principales réalisations de CaNSA

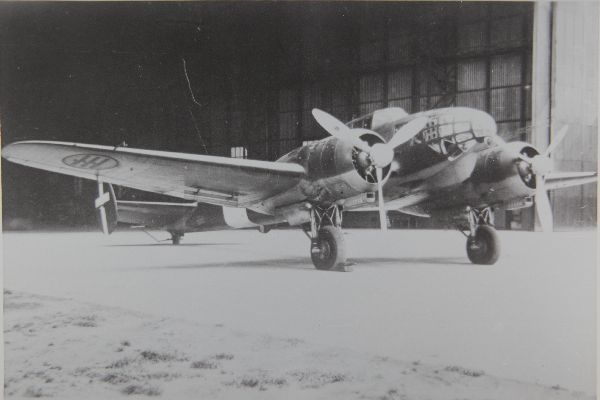
Avion chasseur d'assaut lourd Fiat CANSA FC 20 affecté au escadron d'interception durant la Seconde Guerre mondiale

### Avions

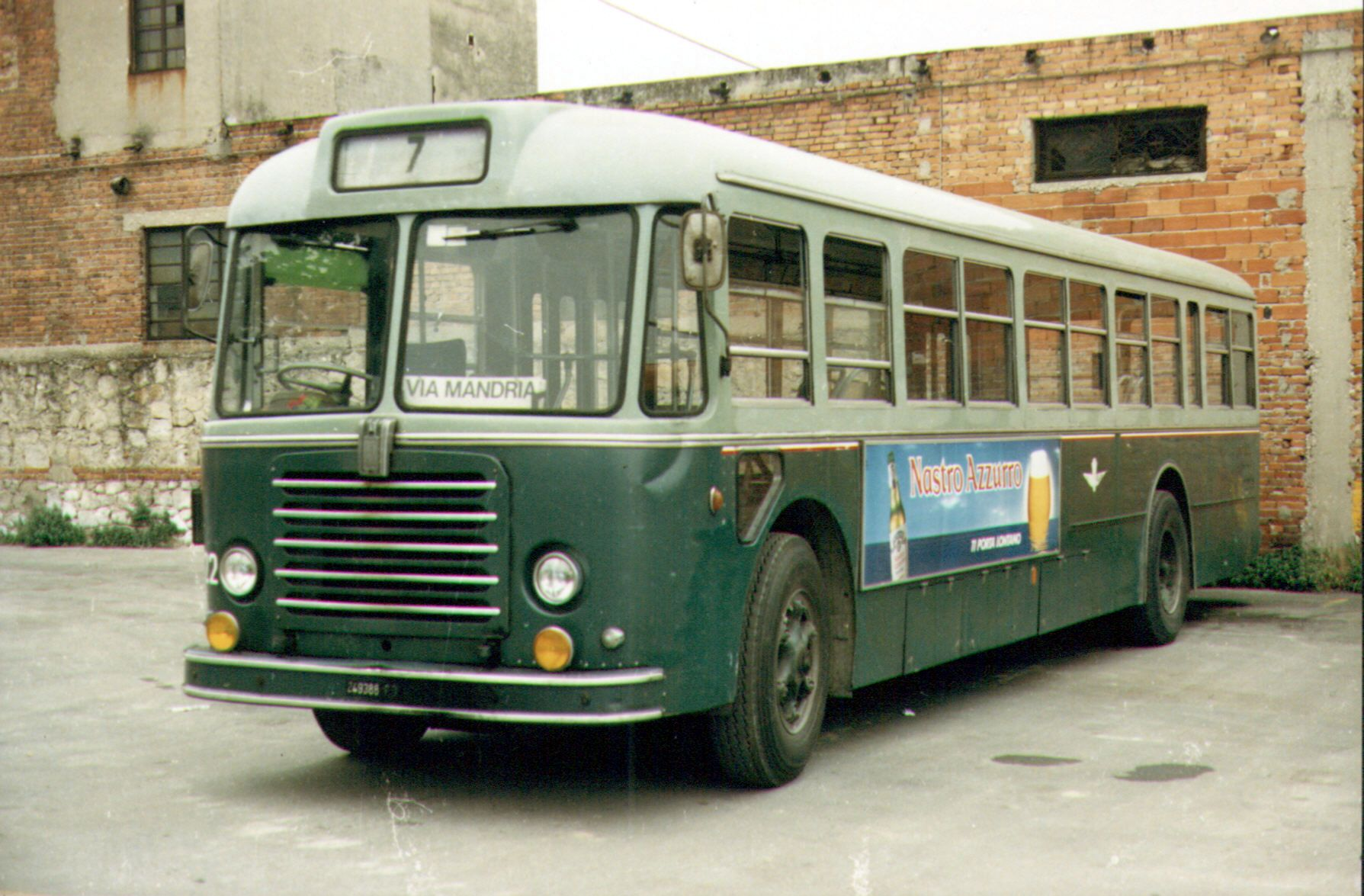
Fiat 411 UM CaNSA n° 222 de l'ACAP Padoue

- Gabardini G.8
- CANSA C.5
- Fiat CANSA F.C.12
- Fiat CANSA FC.20

### Carrosseries d'autobus
- FIAT 306
- FIAT 308
- FIAT 309
- FIAT 314
- FIAT 343
- FIAT 410
- FIAT 411
- FIAT 416
- FIAT 2401 CaNSA
- FIAT 2411 CaNSA
- FIAT 2411/1 CaNSA